# Piggyback (Melanie Martinez)
Piggyback è un singolo promozionale della cantante statunitense Melanie Martinez, pubblicato il 22 dicembre 2017 sulla piattaforma SoundCloud.

## Descrizione
Il brano parla della vita della Martinez, parlando del fatto che molti se ne approfittano della sua fama per trarne profitto. Inoltre, la cantante, espone il fatto di voler ritornare nella sua casa a New York, dove per lei vi sono le persone a cui tiene di più e che ritiene più sincere.

## Tracce
1. Piggyback – 3:27 (Melanie Martinez, Michael Keenan)